# Birkózás az 1976. évi nyári olimpiai játékokon
Az 1976. évi nyári olimpiai játékokon a birkózás húsz versenyszámból állt, tíz szabadfogású és tíz kötöttfogású súlycsoportban rendeztek versenyt.

## Éremtáblázat
(A táblázatokban a hazai és a magyar csapat eltérő háttérszínnel, az egyes számoszlopok legmagasabb értéke, vagy értékei vastagítással kiemelve.)
| Az 1976. évi nyári olimpiai játékok éremtáblázata birkózásban | Az 1976. évi nyári olimpiai játékok éremtáblázata birkózásban | Az 1976. évi nyári olimpiai játékok éremtáblázata birkózásban | Az 1976. évi nyári olimpiai játékok éremtáblázata birkózásban | Az 1976. évi nyári olimpiai játékok éremtáblázata birkózásban | Olimpia  |
| ------------------------------------------------------------- | ------------------------------------------------------------- | ------------------------------------------------------------- | ------------------------------------------------------------- | ------------------------------------------------------------- | -------- |
|                                                               | Ország                                                        | Arany                                                         | Ezüst                                                         | Bronz                                                         | Összesen |
| 1.                                                            | Szovjetunió (URS)                                             | 12                                                            | 5                                                             | 1                                                             | 18       |
| 2.                                                            | Japán (JPN)                                                   | 2                                                             | 0                                                             | 4                                                             | 6        |
| 3.                                                            | Bulgária (BUL)                                                | 1                                                             | 3                                                             | 3                                                             | 7        |
| 4.                                                            | Egyesült Államok (USA)                                        | 1                                                             | 3                                                             | 2                                                             | 6        |
| 5.                                                            | Jugoszlávia (YUG)                                             | 1                                                             | 1                                                             | 0                                                             | 2        |
| 6.                                                            | Lengyelország (POL)                                           | 1                                                             | 0                                                             | 2                                                             | 3        |
| 7.                                                            | Dél-Korea (KOR)                                               | 1                                                             | 0                                                             | 1                                                             | 2        |
| 8.                                                            | Finnország (FIN)                                              | 1                                                             | 0                                                             | 0                                                             | 1        |
| 9.                                                            | Románia (ROU)                                                 | 0                                                             | 3                                                             | 3                                                             | 6        |
| 10.                                                           | Magyarország (HUN)                                            | 0                                                             | 1                                                             | 1                                                             | 2        |
| 10.                                                           | NDK (GDR)                                                     | 0                                                             | 1                                                             | 1                                                             | 2        |
| 12.                                                           | Csehszlovákia (TCH)                                           | 0                                                             | 1                                                             | 0                                                             | 1        |
| 12.                                                           | Irán (IRI)                                                    | 0                                                             | 1                                                             | 0                                                             | 1        |
| 12.                                                           | Mongólia (MGL)                                                | 0                                                             | 1                                                             | 0                                                             | 1        |
| 15.                                                           | NSZK (FRG)                                                    | 0                                                             | 0                                                             | 2                                                             | 2        |
|                                                               |                                                               |                                                               |                                                               |                                                               |          |
| Összesen                                                      | Összesen                                                      | 20                                                            | 20                                                            | 20                                                            | 60       |

## A szabadfogású birkózás érmesei
| Az 1976. évi nyári olimpiai játékok érmesei szabadfogású birkózásban |                                                 |                                             |                                               |
| Versenyszám                                                          | Arany                                           | Ezüst                                       | Bronz                                         |
| papirsúly (48 kg-ig)                                                 | Haszan Iszaev · Bulgária (BUL)                  | Roman Dmitrijev · Szovjetunió (URS)         | Kudó Akira · Japán (JPN)                      |
| lepkesúly (52 kg-ig)                                                 | Takada Júdzsi · Japán (JPN)                     | Alekszandr Ivanov · Szovjetunió (URS)       | Cson Heszop (Jeon Hae-seop) · Dél-Korea (KOR) |
| légsúly (57 kg-ig)                                                   | Vlagyimir Jumin · Szovjetunió (URS)             | Hans-Dieter Brüchert · NDK (GDR)            | Arai Maszao · Japán (JPN)                     |
| pehelysúly (62 kg-ig)                                                | Jang Dzsongmo (Yang Jeong-mo) · Dél-Korea (KOR) | Zeveg Ojdov · Mongólia (MGL)                | Gene Davis · Egyesült Államok (USA)           |
| könnyüsúly (68 kg-ig)                                                | Pavel Pinyigin · Szovjetunió (URS)              | Lloyd Keaser · Egyesült Államok (USA)       | Szugavara Jaszaburó · Japán (JPN)             |
| váltósúly (74 kg-ig)                                                 | Date Dzsiicsiró · Japán (JPN)                   | Manszur Barzegar · Irán (IRI)               | Stanley Dziedzic · Egyesült Államok (USA)     |
| középsúly (82 kg)                                                    | John Peterson · Egyesült Államok (USA)          | Viktor Novozsilov · Szovjetunió (URS)       | Adolf Seger · NSZK (FRG)                      |
| félnehézsúly (90 kg)                                                 | Levan Tediasvili · Szovjetunió (URS)            | Ben Peterson · Egyesült Államok (USA)       | Stelian Morcov · Románia (ROU)                |
| nehézsúly (100 kg)                                                   | Ivan Jarigin · Szovjetunió (URS)                | Russell Hellickson · Egyesült Államok (USA) | Dimo Kosztov · Bulgária (BUL)                 |
| nehézsúly (+100 kg)                                                  | Szoszlan Angyijev · Szovjetunió (URS)           | Balla József · Magyarország (HUN)           | Ladislau Şimon · Románia (ROU)                |

## A kötöttfogású birkózás érmesei
| Az 1976. évi nyári olimpiai játékok érmesei kötöttfogású birkózásban |                                             |                                            |                                            |
| Versenyszám                                                          | Arany                                       | Ezüst                                      | Bronz                                      |
| papirsúly (48 kg-ig)                                                 | Alekszej Sumakov · Szovjetunió (URS)        | Gheorghe Berceanu · Románia (ROU)          | Sztefan Angelov · Bulgária (BUL)           |
| lepkesúly (52 kg-ig)                                                 | Vitalij Konsztantyinyov · Szovjetunió (URS) | Nicu Gingă · Románia (ROU)                 | Hirajama Kóicsiró · Japán (JPN)            |
| légsúly (57 kg-ig)                                                   | Pertti Ukkola · Finnország (FIN)            | Ivica Frgić · Jugoszlávia (YUG)            | Farhat Musztafin · Szovjetunió (URS)       |
| pehelysúly (62 kg-ig)                                                | Kazimierz Lipień · Lengyelország (POL)      | Nelszon Davigyan · Szovjetunió (URS)       | Réczi László · Magyarország (HUN)          |
| könnyűsúly (68 kg-ig)                                                | Szuren Nalbangyan · Szovjetunió (URS)       | Ştefan Rusu · Románia (ROU)                | Heinz-Helmut Wehling · NDK (GDR)           |
| váltósúly (74 kg-ig)                                                 | Anatolij Bikov · Szovjetunió (URS)          | Vítězslav Mácha · Csehszlovákia (TCH)      | Karl-Heinz Helbing · NSZK (FRG)            |
| középsúly (82 kg)                                                    | Momir Petković · Jugoszlávia (YUG)          | Vlagyimir Csebokszarov · Szovjetunió (URS) | Ivan Kolev · Bulgária (BUL)                |
| félnehézsúly (90 kg)                                                 | Valerij Rezancev · Szovjetunió (URS)        | Sztojan Nikolov · Bulgária (BUL)           | Czesław Kwieciński · Lengyelország (POL)   |
| nehézsúly (100 kg)                                                   | Nyikolaj Balbosin · Szovjetunió (URS)       | Kamen Goranov · Bulgária (BUL)             | Andrzej Skrzydlewski · Lengyelország (POL) |
| nehézsúly (+100 kg)                                                  | Alekszandr Kolcsinszkij · Szovjetunió (URS) | Alekszandar Tomov · Bulgária (BUL)         | Roman Codreanu · Románia (ROU)             |